# يارا سلمان
يارا سلمان (ولدت في 16 أغسطس / آب 1994) هي سيدة أعمال بحرينية رائدة عضوة بارزة في المجتمع تعرف بإنها مؤسسة «يارا بيوتي لونج» و «هوسبيتايلا باي يارا» وشاركت في تأسيس صالة بولينج إم جي، كما شغلت منصب الرئيس التنفيذي لمطعم «برجرلاند» ومطعم «لا مارين سي».

## الحياة الخاصة والمهنية
درست يارا سلمان في مدرسة القديس كريستوفر في البحرين وحصلت على درجة البكالوريوس من كلية جامعة البحرين، وتخصصت في العلاقات العامة. والدها جميل علي سلمان هو رجل أعمال ومؤسس ورئيس مجموعة جاس وأمها الدكتور هالة السيد، وهي استشارية طب الأسنان في البحرين. في سن ال 17 بدأت مساعدة والدها في اتخاذ قرارات بسيطة في الشركة كمساعدة للرئيس، بعد التخرج بدأ سلمان إدارة أعمال والدها في لا مارين برجرلاند.

### يارا بيوتي لونج
عام 2012 افتتحت يارا سلمان صالون يارا للتجميل (يبل)، وهو صالون تجميل فاخر في جزر أمواج بشمال البحرين. وهي أول وأكبر منشأة من فئة الخمس نجوم في المنطقة.  ويضم الحمامات المغربية، العناية بالشعر، والتدليك، والعناية بالبشرة وغرف العلاج بالتبريد. قدمت يارا لأول مرة مفهوم العلاج بالتبريد في البحرين، والذي كان يستخدم لعلاج أضرار الأنسجة البسيطة، وفقدان الوزن واللياقة البدنية.

### هوسبيتاليا باي يارا
عام 2016 أسست يارا «هوسبيتاليا باي يارا»، وهو مركز طبي تجميلي يقدم خدمات جديدة في مجالي الجمال والصحة. وتشمل خدماتها علاج الأمراض الجلدية، وغرفة الأكسجين ذات الضغط العالي، والجراحات التجميلية، وعلم الجمال، وطب الأسنان، وخدمات الجراحة العامة ومرافق العلاج بالتبريد. قسم الأمراض الجلدية يوفر الليزر، والبوتوكس، الحشو، اللوازم الطبية وتقنيات الجمال الأخرى. يتضمن العلاج بالأكسجين عالي الضغط تنفس الأكسجين النقي في غرفة أو غرفة مضغوطة.
عام 2016، قدمت يارا أول صيدلية روبوتية في المنطقة بعنوان «فارماسيا بي يارا» التي تعمل حاليًا كخدمة من هوسبيتاليا باي يارا. يقدم المركز خدمات قسم كبار الشخصيات من مدخل منفصل، خدمة كونسيرج، وصالة خادم، وطب الأمراض الجلدية، وطب الأسنان، وطب الأطفال، والطب العام.

### صالة بولينغ فندق إم جي
عملت يارا وشقيقها محمد سلمان معا في صالة بولينج لونج إم جي وهو مشروع ترفيهي متكامل يضم صالة للبولينغ ومركز ترفيهي بالإضافة إلى مطعم للذواقة ومقهى منفصل. وافتتح في 12 مايو 2016 برعاية رولز رويس، وحضر مغني الراب الأمريكي وكاتب الاغاني اوماريون حفل الافتتاح الكبير. توفر الصالة لونج في بودايا الترفيه العائلي من خلال قاعة البولينج، واستوديو الكاريوكي، وشاشات عرض عملاقة لمشاهدة البطولات العالمية. كما يتميز نظام لاس فيغاس للصوت والضوء، ومقصورات محاكاة F1.

## الجوائز
في عام 2016 حصلت يارا سلمان على جائزة رجل أعمال عام 2016 من قبل جمعية سيدات الأعمال البحرينية في أسبوع ريادة الأعمال العالمي في مرفأ البحرين المالي.